# Kalwinizm afrykanerski
Kalwinizm afrykanerski – odrębna forma kalwinizmu w Afryce Południowej, wyznawana głównie przez potomków europejskich kolonistów-Afrykanerów (Burów).

## Historia
Uznaje się, że kalwinizm był jedną z głównych przyczyn ukształtowania odrębnej narodowości afrykanerskiej. Od 1652 do Kraju Przylądkowego napływali protestanccy emigranci, przede wszystkim z Niderlandów, a także osoby prześladowane z przyczyn religijnych z państw niemieckich i Szkocji. Bardzo duży wpływ wywarli wyznawcy kalwinizmu z Francji (hugenoci), którzy na skutek prześladowań religijnych ze strony katolickiej monarchii zaczęli osiedlać się w południowej Afryce począwszy od lat 1687–1691; ta emigracja trwała przez następnych sto lat.
To początkowo wielonarodowościowe środowisko łączyła od początku wspólna religia – kalwinizm. Wkrótce wytworzył się wspólny język tej ludności – afrikaans i (od końca XVIII w. do końca XX w.) poczucie odrębności zarówno od pozostałej ludności europejskiej, jak i tubylczej ludności: Hotentotów i ludów Bantu. Kalwinizm afrykanerski wcześnie został nacechowany silnym patriotyzmem.
Południowoafrykański kalwinizm rozwijał się odrębnie od pozostałych Kościołów reformowanych na świecie. Przyczyną było odizolowanie geograficzne i niechętne nastawienie Afrykanerów do wszelkich religijnych innowacji „z zewnątrz”. Z tego powodu w Południowej Afryce europejskie oświecenie nie wywarło znaczącego wpływu, a do końca XX w. nie było szerszego dialogu teologicznego z innymi kierunkami protestantyzmu.

## Okres wczesnego osadnictwa

### Kalwinizm misyjny
Niderlandzkie osadnictwo w Afryce południowej odniosło sukces m.in. z powodu systemu prawnego w pierwszych koloniach. Te prawa zakazywały jakichkolwiek kontaktów z tubylcami (nawet ich nawracania na chrześcijaństwo) po to, żeby uniknąć zatargów i konfliktów zbrojnych. Osadnicy obawiali się tubylców i gardzili nimi, uważając ich niesłusznie za kanibali. Ciemny kolor skóry i „pogańskie obyczaje” sprzyjały identyfikowaniu tubylców z ludźmi potępionymi przez Boga (według kalwińskiej doktryny o podwójnej predestynacji). Stopniowo jednak część tubylców zaczęła pracować jako robotnicy i służący w europejskich osadach i byli oni pierwszymi autochtonami, których zapoznano z doktryną kalwinizmu. Powstawały europejskie gospodarstwa rolne na terenach zamieszkanych do tej pory tylko przez nieliczne ludy koczowników i zbieraczy. Właściciele tych posiadłości uznawali, że mają prawo nie tylko do ziemi, lecz także do panowania nad tubylcami; osiedlali ich przymusowo jako niewolników i przymusowo nawracali. W ten sposób niewolnictwo zaczęło być postrzegane jako środek do ewangelizacji tubylców, a więc jako zjawisko pozytywne.
Południowoafrykański Holenderski Kościół Reformowany przyjął doktrynę, że „Królestwo Boże” będzie się rozszerzać wraz z nowymi terenami oddawanymi „przez Opatrzność” pod władzę Afrykanerów. Nakazowi ewangelizacji tubylców towarzyszył ścisły zakaz utrzymywania kontaktów bliższych, niż to konieczne do działalności misyjnej, a także obligacja zachowania czystości doktryny w „morzu pogaństwa”.

## Kształtowanie religii ludowej
Wśród Afrykanerów pojawiło się przekonanie o ich „powołaniu” przez Boga do misji na ziemi afrykańskiej. Uznali, że są pod specjalną opieką Opatrzności. Cierpienia, jakich doznali podczas przegranych wojen burskich oraz życie pod panowaniem brytyjskim umocniły w nich wiarę, że są to „plagi zesłane przez Boga”, aby ich umocnić w wierze. Z drugiej strony optymizmem napawała łatwość, z jaką Brytyjczycy przyznali im szeroką autonomię i częściowy system apartheidu już 10 lat po klęsce. Ta rozpowszechniona (chociaż nie przyjęta oficjalnie) doktryna pozwalała Afrykanerom uznawać się za „naród wybrany”, a tubylców traktować jak niemądre dzieci, które trzeba nauczyć „prawdziwej wiary”, a karać w przypadku nieposłuszeństwa.

### Kalwinizm nacjonalistyczny
Brytyjczycy opanowali Kraj Przylądkowy w latach 1797–1805 i przynieśli tam idee oświecenia: wprowadzili bardziej liberalny system prawny, z szacunkiem odnosili się do ciemnoskórych tubylców, nazywając ich „szlachetnymi dzikimi” o „nieskażonych duszach”. Znieśli w 1835 niewolnictwo oraz wprowadzili równość wszystkich wobec prawa, co dało ciemnoskórym możliwość wnoszenia pozwów przeciwko „białym” do sądów. Brytyjczycy rzadko odwoływali się do Boga, za to przyznawali prymat ludzkiemu rozumowi. Dla Afrykanerów takie działania były tożsame z najgorszą herezją, której towarzyszyło rujnowanie ich gospodarstw rolnych, odbieranie niewolników i konfiskaty ziemi bez odszkodowania.

### Wielki trek
Afrykanerzy, zgodnie z doktryną o rozwoju przez odseparowanie się, rozpoczęli w 1835 masową emigrację z Kraju Przylądkowego do Transvaalu – tzw. Wielki trek. W drodze musieli walczyć z plemionami Xhosa i Zulusów, nie mogąc liczyć na żadną pomoc z zewnątrz. Bitwa nad Blood River w grudniu 1838 stała się dla Afrykanerów symbolem: garstka 500 „białych”, otoczonych w obozie obroniła się przed atakiem Zulusów, zabijając ich dziesiątki tysięcy bez żadnych strat własnych. W ten sposób powstała koncepcja „warownego obozu” laager, w którym Bóg pozwolił przetrwać „wybranym” zagrożonym przez „potępionych”. Ta koncepcja ukształtowała nacjonalizm afrykanerski w drugiej połowie XIX w.

### Separatyzm religijny
Obawa przed zagrożeniem „z zewnątrz” spowodowała rozłam wewnątrz południowoafrykańskiego kalwinizmu. Afrykanerzy nie mieli zaufania do pastorów z Kraju Przylądkowego, podejrzewanych o sprzyjanie Brytyjczykom i ich „herezjom”. W 1856 powstał odrębny Nederduitsch Hervormde Kerk, uznany oficjalnie w Południowej Afryce w 1860.
Z Niderlandów do Południowej Afryki wcześnie przeniknęły idee holenderskiego konserwatywnego ruchu Doleantie lub „Przebudzenie”, przeciwnego oświeceniowym reformom w kalwinizmie. W RPA propagatorem tego ruchu był szkocki pastor Andrew Murray, popularyzujący slogan „Separacja jest siłą”.
Kolejnym konserwatywnym ruchem religijnym z Niderlandów byli Doppers, którzy sprzeciwiali się śpiewaniu hymnów podczas nabożeństw (dopuszczali tylko śpiewanie psalmów). Grupa afrykanerskich zwolenników Doppersów (w tym przyszły prezydent RPA – Paul Kruger) utworzyła w lutym 1859 odrębny Kościół „Gereformeerde Kerk”, tworząc w ten sposób trzeci Kościół reformowany obok „Nederduits Gereformeerde Kerk” (z synodem w Kapsztadzie) i państwowego w RPA „Nederduitsch Hervormde Kerk”.
"Gereformeerde Kerk” stał się symbolem opozycji wobec wszystkiego, co brytyjskie. Jego wyznawcy akcentowali purytanizm nie tylko w kulcie i moralności, lecz nawet w ubiorze i mowie. Ich wpływ na politykę RPA był nieproporcjonalnie większy od ich liczebności.

### Afrykanerskie braterstwo
Do „Gereformeerde Kerk” należał prezydent Transwalu Paul Kruger, który wydał wojnę „bezbożnym nowinkom” z zewnątrz. Dla Afrykanerów Brytyjczycy symbolizowali imperializm, chciwość, obce panowanie i bezbożność. Ta negatywna opinia i samoidentyfikacja Afrykanerów z prześladowanym „ludem Izraela”, została umocniona w czasie wojen burskich, podczas których zginęło 28 000 Afrykanerów.
Wielu Afrykanerów wojna zrujnowała i powstało w ten sposób nowe zjawisko „biednych białych”. Aby przeciwstawić się biedzie i utracie znaczenia politycznego i ekonomicznego, powstał tajny „Afrykanerski Związek Braci” („Afrikaner Broederbond”), który do 1927 przyjął filozofię kalwińską Abrahama Kuypera jako własną ideologię. Ten ruch był idealistycznym antyimperializmem i antykomunizmem. Legalne i nielegalne działania „Braterstwa” przyczyniły się do ustanowienia w RPA systemu apartheidu w 1948. Jednak już w okresie międzywojennym w łonie ruchu powstały silne tendencje faszystowskie, które akcentowały nacjonalizm i odrzucały kalwinizm. Profaszystowskiej frakcji udało się przejąć władzę nad „Braterstwem” w 1950 i wykorzystać ten ruch do promowania własnych koncepcji rasistowskich, odrzucanych przez społeczność międzynarodową.

## Radykalne zmiany
Po masakrach w Sharpeville (1960) i zamieszkach w Soweto (1976) „Braterstwo” musiało przyznać, że system apartheidu poniósł klęskę. Od tej pory „braterstwo” zaczęło pracować nad likwidacją segregacji rasowej, przyjmując nową nazwę Afrikanerbond („Związek Afrykanerów”).
W ślad za tym nastąpiły zmiany doktrynalne w „Nederduits Gereformeerde Kerk” (NGK). Tradycyjny afrykanerski kalwinizm został uznany za „nieodpowiedni” dla współczesnej epoki. Pojawiły się elementy teologii wyzwolenia o charakterze rewolucyjnym. Dużą popularność zdobył również ewangelikalizm na wzór amerykański. Jednak tradycyjna ludowa religia Afrykanerów nie umarła; wciąż istnieje tendencja rewizjonistyczna, usiłująca oddzielić kalwinizm jako religię od różnych sposobów jego wykorzystania przez władze państwowe, m.in. jako oficjalnej ideologii.